# Hagestolz

Carl Spitzweg: Der Hagestolz

Hagestolz ist eine (veraltete) Bezeichnung für einen älteren, „eingefleischten“ Junggesellen, der von anderen oft als etwas kauzig angesehen wird.

## Etymologie und Begriffsgeschichte
Das Grundwort stolz hat hier nichts mit Hochmut zu tun, sondern ist eine sprachliche Abschleifung des mittelhochdeutschen stalt. Dabei handelt es sich um die mittelhochdeutsche Vergangenheitsform des Verbs „stellen, stalt, gestalt“ (vergleiche die Begriffe „Anstalt“ und „Gestalt“). Das Bestimmungswort „Hag“ bezeichnet ursprünglich einen kleinen, durch eine Hecke umfriedeten und abgetrennten Bereich auf einem Grundstück, sekundär eine Hecke, ein Gebüsch oder auch einen Hain.
Hagestolz – selten auch in der weiblichen Form Hagestolzin oder Hagestolze  – weist in seiner Bedeutung tief in das altgermanische Rechtsverständnis zurück; eine Entsprechung findet sich beispielsweise in dem altnordischen Begriff hagustalda.
Die ursprüngliche Bedeutung liegt im Dunkeln: Die moderne Forschung geht davon aus, dass es wohl nicht Hörige oder Tagelöhner, sondern die beim Erbe leer ausgegangenen jüngeren Brüder – in sehr seltenen Fällen auch die Schwestern – eines freien Hoferben waren: Nach dem sehr rigoros gehandhabten Erstgeburtsrecht in weiten Teilen des heutigen Deutschlands waren diese Personen nichts mehr als die Dienstleute ihrer Brüder.
Demnach bezeichnet  hagestalt ein kleines, in einem entfernten Winkel eines Grundbesitzes erbautes und mit einer Hecke umfriedetes Anwesen, meist eine
Hütte, das der Bewohner vom Hoferben zur Verfügung gestellt bekam. Dieses „Gehege“ war so bescheiden, dass der Inhaber in der Regel keine eigene Familie gründen konnte. Noch bis in die Neuzeit hieß eine solche Junggesellenwohnstatt auf einem Gutsbetrieb im Paderborner Land Hagestelle. Später übertrug sich das Wort auf den Besitzer eines solchen Anwesens und wurde seit dem Hochmittelalter für einen unverheirateten Mann allgemein, noch später insbesondere für einen Junggesellen jenseits der 50 benutzt.

## Das Hagestolzenrecht
Seit dem Ende des Mittelalters galt in einigen Teilen Deutschlands – zum Beispiel in der Oberpfalz und im Odenwald, in Braunschweig und Hannover – das Hagestolzenrecht: Wenn ein Eigenmann (ein Höriger im weitesten Sinne), später auch ein freier Mann, bis zu einem bestimmten Alter ledig blieb, fiel sein Besitz nach seinem Tod automatisch an den Leib- oder Grundherrn oder an den Landes- oder Stadtherrn. Meistens lag die Altersgrenze bei 50, im Odenwald sogar schon bei 25 Jahren. Noch das Allgemeine Gesetzbuch für die Preußischen Staaten von 1791 kannte ein Hagestolzenrecht zu Gunsten der Armenkasse. Erst im Allgemeinen Landrecht von 1794 wurde es beseitigt; regional hielt es sich noch bis ins 19. Jahrhundert.

## Zitate
„Ein alter Hagestolz, alle Gebrechen seines Standes in sich tragend, geizig, eitel, den Jüngling spielend, verliebt, geckenhaft!“

„Hiemit kannst du allmächtig handeln,

Der Menschen Leidenschaft verwandeln.

Der Traurige wird freudig seyn,

Den Hagestolz nimmt Liebe ein.“

„Und sich als Hagestolz allein zum Grab zu schleifen, das hat noch keinem wohlgetan.“

„Das ist der Vorteil von uns verrufnen hagestolzen Leuten, dass wir, was andre knapp und kummervoll, mit Weib und Kindern täglich teilen müssen, mit einem Freunde, zur gelegnen Stunde, vollauf genießen.“

„Du meinst wohl, ich verstände nichts davon, weil ich ein Hagestolz bin? O ich war in meinem Leben auch ein paarmal verliebt.“

„Mein Glück, daß es das Wort HAGESTOLZ nicht mehr gibt. So kann ich in aller Ruhe einer werden, und trotzdem kann mich keiner einen schimpfen.“

## Brockhaus
In der 14. Auflage der Brockhaus Enzyklopädie von 1902 heißt es:

„Hagestolz, in der Rechtssprache ein Mann, welcher aus eigenem Willen über die Jugendjahre hinaus unverheiratet bleibt, obschon er nicht durch körperliches oder bürgerliches Unvermögen gehindert ist, eine Ehe  zu schließen. Das Wort ist entstellt aus dem ältern «Hagestalt», eigentlich der Besitzer (got. staldan, besitzen) eines Hages, d. h. einer Einfriedigung, daher im Gegensatz zu dem ältesten Sohn, der mit einem kleinen Grundstücke abgefunden wurde und somit keinen eigenen Haushalt gründen konnte, woraus sich schon in alter Zeit die jetzige Bedeutung entwickelte. Die Griechen suchten das Heiraten durch Strafen zu erzwingen; Lykurg belegte die H. sogar mit entehrenden Strafen. In Rom wurde von den H. (caelibes) zum Besten des Staates eine besondere Steuer erhoben (aes uxorium), bereits mehrere hundert Jahre v. Chr. Unter Kaiser Augustus erging die Lex Julia et Papia Poppaea wenige Jahre v. Chr., welche insbesondere den H. erhebliche Nachteile androhte, soweit es sich um den Erwerb aus letztwilligen Verfügungen handelte, falls sie mit dem Erblasser nicht oder über den sechsten Grad hinaus verwandt waren. Die Erbschaft fiel zunächst an solche Mitberufene, welche Kinder hatten (jus liberorum), in Ermangelung solcher an den Fiskus. Konstantin d. Gr. hob diese Beschränkungen auf.
In Deutschland kommt ebenfalls ein sog. Hagestolzenrecht vor. Dasselbe fand sich in Braunschweig (1730 aufgehoben), in Teilen von Hannover, Württemberg und der Pfalz. Es ging dahin, dass dem Landesherrn oder Gutsherrn Ansprüche zugebilligt wurden auf gewisse Vermögensstücke oder den ganzen Erwerb derjenigen, welche bis in das fünfzigste Lebensjahr unverheiratet blieben oder nicht wieder heirateten, falls sie vor dem dreißigsten Jahre Witwer wurden und Kinder nicht hatten. In andern Gegenden hatte sich das Hagestolzenrecht dahin gestaltet, dass, wer in höherm Alter und ohne rechtmäßige Abkömmlinge verstarb, vom Fiskus beerbt wurde und nicht letztwillig verfügen durfte.“